# ممنون رودسی

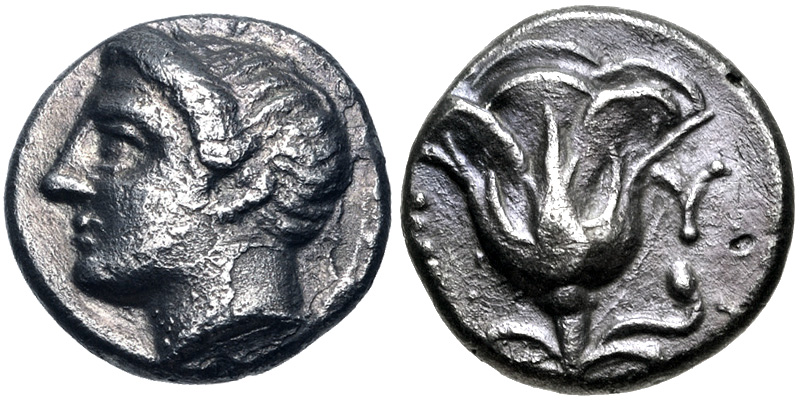
سکه ممنون رودسی، میانه قرن ۴ پ.م.

ممنون رودسی (به یونانی: Μέμνων ο Ρόδιος) فرمانده مزدوران و اجیرشدگان یونانیِ در خدمت داریوش سوم، شاهنشاه هخامنشی، در زمان کشورگشایی اسکندر در آسیا به سال ۳۳۴ پیش از میلاد بود. ممنون، مطلع از کمبود تدارکات و آذوقهٔ ارتش مقدونیه، سیاست زمین سوخته را دنبال و اجرا می‌کرد. او در نبرد گرانیک، فرماندهی مزدوران یونانی را بر عهده داشت اما سربازانش توسط مقدونیان، قتل‌عام شدند.
ممنون سپس عزم تسخیر جزایر اژه را با استفاده از ناوگان دریایی هخامنشیان کرد و در حالی که اسکندر در فاسلیس اردو زده بود، مستقیماً به مقدونیه حمله‌ور شد. ممنون توانست جزیرهٔ خیوس و اکثر لسبوس را مسخر کند. دموستن که از موفقیت‌های ممنون باخبر شد، به مهیا کردن آتن و چند دولت‌شهر یونانی دیگر برای شورش علیه اسکندر پرداخت؛ اما اسپارت آمادهٔ جنگ علیه ممنون و به نفع اسکندر شد. شانس به اسکندر رو کرد و ممنون در موتیلنه در اثر بیماری درگذشت. او پیش از مرگ، فرماندهی سپاهش را به خواهرزاده‌اش، فارنابازوس، سپرد.
بسیاری از محققین بر این باورند که اگر لشکرکشی ممنون با موفقیت قرین می‌گشت، اسکندر در ادامهٔ کشورگشایی در آسیا با مشکل مواجه می‌شد و احتمال داشت که به زودی شکست بخورد. اما باید بدین نکته توجه داشت که تنها پس از شکست فاحش هخامنشیان در نبرد ایسوس بود که استراتژی ممنون قوت گرفت و به اجرا گذاشته شد و تا آن موقع مزایای آن استراتژی عملاً از میان رفته بود زیرا که اسکندر نشان داده بود که برای نیل به اهداف عالیه‌اش حتی می‌تواند از یونان هم چشم بپوشد.
ممنون برادر منتور رودسی، برادر زن آرتابازوس فریگیه‌ای، و شوهر و دایی بارسینه بود. بارسینه خود دختر آرتابازوس بود و بعداً رفیقهٔ اسکندر شد.